# ブッダ航空103便墜落事故
ブッダ航空103便墜落事故（ブッダこうくう103びんついらくじこ）は、2011年9月25日にネパールの首都カトマンズから約10km離れたゴダバリで、豪雨と濃霧のため、ブッダ航空の小型航空機が墜落し、乗っていた19人全員が死亡した事故である。乗客は16人で、インド人10人、アメリカ人2人、日本人1人とネパール人3人であった。乗員はネパール国籍の3人であった。
103便は、カトマンズにあるトリブバン国際空港を出発し、観光客を乗せてエベレストなどを見てまわる遊覧飛行を終えたあと、戻ってくる途中であった。

## ギャラリー

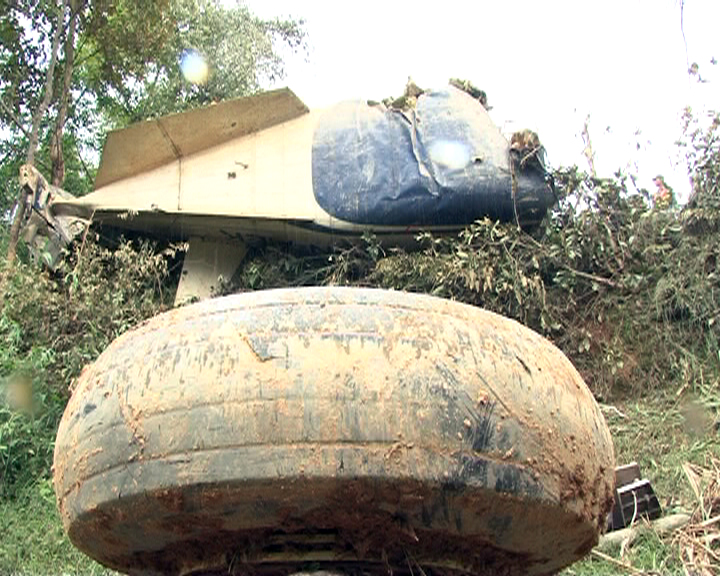
事故機の着陸装置
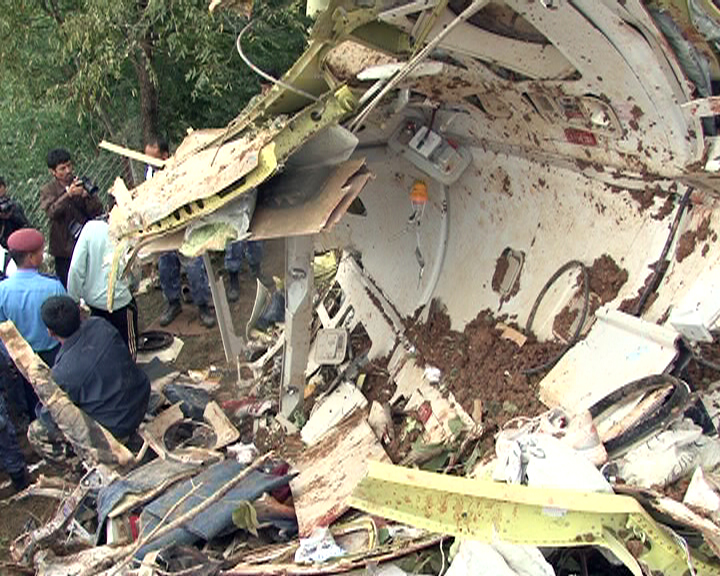
機体の残骸
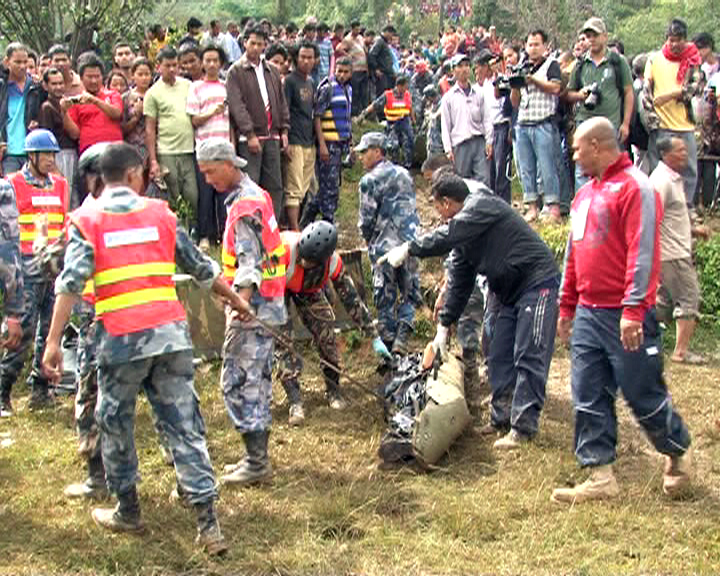
調査を行う人々